# Campionato oceaniano femminile di pallacanestro 2013
Il 15º campionato oceaniano femminile di pallacanestro FIBA 2013 (noto anche come FIBA Oceania Championship for Women 2013) si è svolto dal 14 al 18 agosto 2013. Il torneo prevedeva due partite di andata e ritorno: la prima si è giocata a Auckland, in Nuova Zelanda, la seconda a Canberra, in Australia.
I Campionati oceaniani femminili di pallacanestro sono una manifestazione biennale tra le squadre nazionali femminili del continente, organizzata dalla FIBA Oceania.
L'Australia ha vinto il titolo per la quattordicesima volta e si è qualificata per il Campionato mondiale femminile di pallacanestro 2014.

## Squadre partecipanti
- Australia
- Nuova Zelanda

## Gare
| Arbitri: | Elena Černova Toni Caldwell Tom Brown |

|             |          |            |
| Edmonson 18 | Punti    | 22 Jackson |
| Cocks 2     | Assist   | 5 Screen   |
| Edmonson 6  | Rimbalzi | 9 Jackson  |

| Arbitri: | Elena Černova Toni Caldwell Tom Brown |

|            |          |             |
| Jackson 21 | Punti    | 26 Edmonson |
| Snell 7    | Assist   | 4 Cocks     |
| Hurst 9    | Rimbalzi | 9 Cocks     |

## Campione
Australia
(14º titolo)

 Australia4 Hurst, 5 Wilson, 6 Screen, 7 Francis, 8 Burton, 9 Madgen, 10 Zavecz, 11 Hodges, 12 Snell, 13 Veal, 14 Tolo, 15 Jackson,        All. Brendan Joyce